# Black Cop
Black Cop è un film canadese del 2017 diretto da Cory Bowles, al debutto dietro la macchina da presa, e interpretato da Ronnie Rowe.

## Produzione
Il film è stato girato, dal 10 al 25 novembre 2016, ad Halifax e Dartmouth, in Nuova Scozia, Canada.
Protagonista della pellicola è l'attore canadese Ronnie Rowe, che interpreta l'ufficiale di polizia Black Cop, vittima di razzismo, che lotta per prendersi una rivincita sulla comunità per cui lavora.

## Distribuzione
Il film è stato presentato in anteprima ai festival canadesi: Toronto International Film Festival, l'11 settembre 2017; Atlantic International Film Festival, il 18 settembre 2017; Cinéfest Sudbury International Film Festival, il 21 settembre 2017; Vancouver International Film Festival, il 3 ottobre 2017; Edmonton International Film Festival, il 6 ottobre 2017; Festival du Nouveau Cinéma, il 10 ottobre 2017; Victoria Independent Film and Video Festival, 3 febbraio 2018; Afro Prairie Film Festival, il 24 febbraio 2018; Kingston Canadian Film Festival, il 2 marzo 2018; Parrsboro Film Festival, il 26 ottobre 2018; Regent Park Film Festival, il 16 novembre 2018.
È stato inoltre presentato ai festival statunitensi: Chicago International Film Festival, il 17 ottobre 2017; Tallgrass Film Festival, il 19 ottobre 2017; St. Louis International Film Festival, il 5 novembre 2017; African Diaspora International Film Festival, il 28 novembre 2017; Denton Black Film Festival, il 27 gennaio 2018; Cinema on the Bayou Film Festival, il 28 gennaio 2018; Miami Film Festival, 10 marzo 2018; Queens World Film Festival, 10 marzo 2018; Black Lounge Film Series, il 20 aprile 2018; Columbus Black International Film Festival, il 25 agosto 2018; Charlottetown Film Festival, il 14 ottobre 2018; 
In Europa, è stato presentato: in Irlanda, al Cork International Film Festival, l'11 novembre 2017; in Svizzera, al French Speaking Region International Film Festival - Forum on Human Rights, di Ginevra, l'11 marzo 2018; in Germania, al Munich International Film Festival, il 5 luglio 2018. In Sudamerica, è inoltre stato presentato: in Argentina al Buenos Aires International Film Festival, il 13 aprile 2018; in Uruguay, all'Uruguay International Film and Human Rights Festival, l'11 giugno 2018. In India è stato presentato al Pune International Film Festival, l'11 gennaio 2019, e allo Yashwant International Film Festival, il 22 gennaio seguente.
Nel febbraio del 2018 ne vengono acquistati i diritti di distribuzione negli Stati Uniti dalla Samuel Goldwyn Films, che lo mette a disposizione del pubblico a partire dal 1º maggio 2018. Viene poi distribuito, per lo più in streaming on demand: il 5 maggio 2018 nel Regno Unito; il 1º giugno 2018 (a circolazione limitata) e il 5 giugno 2018 in Canada; il 15 marzo 2019 in Francia, Italia e Spagna; il 29 marzo 2019 in Australia; il 4 aprile 2019 in Nuova Zelanda; il 18 marzo 2020 in Polonia.
Esce in home video in formato DVD l'8 giugno 2018 negli Stati Uniti.

## Riconoscimenti (parziale)
- 2018 - Canadian Screen Awards
  - John Dunning Discovery Award[5]
- 2017 - DGC Discovery Award
  - Candidatura al miglior regista a Cory Bowles[6]
- 2017 - Vancouver International Film Festival
  - Miglior film canadese[7]